# Bristol Pegasus
Bristol Pegasus byl britský hvězdicový letecký motor vyráběný firmou Bristol Engine Company. Během 30. a 40. let poháněl řadu civilních i vojenských letounů. Koncepcí navazoval na starší typ Bristol Jupiter, ovšem oproti Jupiteru byl výrazně pokročilejší a vyspělejší konstrukce, některé verze byly opatřeny i dvourychlostním kompresorem. Pozdější verze — například Pegasus XVIII, Pegasus 38 a 48 — dávaly maximální výkon při vzletu 1050 hp (cca 783 kW).
Celkově bylo vyrobeno více než 30 tisíc motorů Pegasus. Použití se dočkal od jednomístných dvojplošníků, přes dvoumotorové bombardéry Handley Page Hampden a Vickers Wellington, až po čtyřmotorové létající čluny Short Sandringham a Sunderland. Letadla s motorem Pegasus získala několik výškových a dálkových rekordů.
Motor byl také licenčně vyráběný v Československu (Walter Pegas), Itálii (Alfa Romeo 126 R.C.10/R.C.34), Polsku (PZL Pegaz) a Švédsku (NOHAB Pegasus).
Z motorů Pegasus také vznikly experimentální prototypy Bristol Draco s vstřikováním paliva a vznětovému motoru Bristol Phoenix. Oba ovšem vznikly jen v omezeném množství, k výrobě sériové nedošlo.

## Zajímavost
O mnoho let později firma Bristol Siddeley použila jméno Pegasus pro dvouproudový motor používaný v typu Hawker Siddeley Harrier. Později se vyráběl jako Rolls-Royce Pegasus, když Rolls-Royce firmu převzal.

## Pegasus XVIII (hlavní technické údaje)
Šlo o čtyřdobý zážehový vzduchem chlazený hvězdicový devítiválec se čtyřventilovým rozvodem, opatřený kompresorem a reduktorem; vrtule levotočivá, tažná; unašeč vrtule SBAC No. 5; zapalování plně stíněné, zdvojené (se dvěma zapalovacími svíčkami v každém válci), se samočinnou regulací předstihu zapalování, buď dvěma zapalovacími magnety Rotax SP9-6, nebo dvěma typu B.T.H. C2-SE9S
- Vrtání: 146,05 mm
- Zdvih: 190,50 mm
- Zdvihový objem motoru: 28,722 litru
- Průměr: 1404,62 mm
- Délka: 1549,40 mm
- Činná plocha pístů: 1507,766 cm²
- Hmotnost suchého motoru (tj. bez provozních náplní): 535,24 kg

### Měrné spotřeby, měrné výkony
- Měrná spotřeba paliva: 292 g.kW.h, 215 g.k.h (0.48 lb/hp/hr)
- Měrná spotřeba oleje: 4,87 g.kW.h
- Poměr hmotnost÷výkon:  0,674 kg/kW (1.108 lb/hp)
- Měrný výkon (výkon÷plocha pístů): 0,526 kW/cm² (4.557 hp/sq in)
- Měrný výkon litrový (výkon÷zdvihový objem): 27,65 kW/litr
- Střední pístová rychlost: 16,51 m/sec

### Součásti
- Rozvod: OHV čtyřventilový (2 sací a 2 sodíkem chlazené výfukové ventily na válec); dosedací plochy ventilů a ventilová sedla jsou navařena stellitem; rozvod řídí vačkový kotouč se dvěma vačkovými drahami, otáčí se v opačném smyslu než klikový hřídel, převod z klikového hřídele je 8÷1.
- Karburátor: vertikální dvojitý (tj. se dvěma směšovacími komorami a současným otevíráním obou škrticích klapek, sací příruba karburátoru je otočena dolů), s automatickou regulací plnicího tlaku a bohatosti palivové směsi, s akcelerační pumpičkou; typy Hobson AVT-85E, AVT-85MB, AVT-85MC
- Palivo: letecký benzín o.č. 100
- Chlazení motoru: vzduchem
- Kompresní poměr: 6,25
- Reduktor planetový, s převodem 2÷1 (tj. na 2 otáčky klikového hřídele připadá 1 otáčka vrtule)
- Mazání motoru tlakové oběžné, se suchou klikovou skříní; provozní tlak oleje 5,52 baru (krátkodobě může poklesnout až na 4,83 baru; ne déle, než 5 minut)

### Výkony
- Vzletový:
  - 1050 hp (782,98 kW) při 2600 ot/min (při plnicím tlaku 1478 hPa)
- Maximální na 1. převod kompresoru (v nominální výšce 381 metrů):
  - 1065 hp (794,17 kW) při 2600 ot/min
- Maximální na 2. převod kompresoru (v nominální výšce 3962 metrů):
  - 965 hp (719,60 kW) při 2600 ot/min